# My Bonnie (canción)
Para la canción original véase My Bonnie lies over the ocean.
My Bonnie es el primer sencillo lanzado por Tony Sheridan y The Beat Brothers (The Beatles en Alemania); el cual fue grabado en Hamburgo, Alemania. Este Sencillo fue publicado en el Reino Unido el 25 de mayo de 1963.

## Lanzamiento y puestos
Las sesiones de grabación con Tony Sheridan dieron lugar a una serie de sencillos, tres de los cuales no fueron lanzados hasta que The Beatles había ganado fama, y creció el interés en el material inédito. "My Bonnie"/"The Saints (When the Saints Go Marching In)" (acreditado a Tony Sheridan y The Beat Brothers) fue lanzado por primera vez en octubre de 1961, y alcanzó el número 5 en el Hit Parade. En el Reino Unido el sencillo fue lanzado el 25 de mayo de 1962 (acreditado a Tony Sheridan y The Beatles).
En Estados Unidos, el lanzamiento el 4 de abril de 1962 fue cancelado, pero cuando el material fue puesto en libertad el 27 de enero de 1964, como The Beatles con Tony Sheridan, que llegó al puesto # 26 en la Billboard. Después de que The Beatles ganaron fama, también "Ain't She Sweet"/"Nobody's Child", recibió un comunicado, el primero de los cuales incluye un solo de The Beatles, mientras que los otros rasgos Sheridan sobre la voz principal.
Luego vino "Sweet Georgia Brown"/"Take Out Some Insurance On Me, Baby", en la que a veces se disputó el crédito, ya que no se ha comprobado si The Beatles participaron en esta versión de "Sweet Georgia Brown". Sin embargo, "Take Out Some Insurance On Me, Baby" se sabe que cuentan con The Beatles, y se registró en el mismo período de sesiones como "Ain't She Sweet".
Por último, "Why"/"Cry for a Shadow" fue puesto lanzado, en la que "Why" se llevó a cabo Sheridan, con The Beatles en la copia de seguridad, y "Cry for a Shadow" era una canción compuesta por Harrison/Lennon y era una grabación instrumental, el único acreditado de esta manera.
Numerosas compilaciones de estas grabaciones tempranas han sido lanzados al público, tanto oficial como extraoficialmente, más concluyente de la Bear Family Records box set Beatles Bop – Hamburg Days y También My Bonnie fue lanzada el 21 de noviembre de 1995 en La compilación de The Beatles Anthology llamada Anthology 1.

## Personal
- Tony Sheridan: voz, guitarra solista.
- John Lennon: coros, guitarra rítmica.
- Paul McCartney: coros, bajo
- George Harrison: coros, guitarra solista.
- Pete Best: Batería.